# لودویگ برونس
لودویگ برونس (آلمانی: Ludwig Bruns؛ ‏ ۲۵ ژوئن ۱۸۵۸ – ۹ نوامبر ۱۹۱۶) متخصص مغز و اعصاب اهل آلمان بود. 
وی پزشکی را در گوتینگن آموخت و مدرک دکترای خود را در سال ۱۸۸۲ به‌دست‌آورد و تا مدتی دستیار ادوارد هیتسیش بود. سپس در بیمارستان شاریته با کارل فریدریش اتو وستفال و هرمان اوپنهایم همکاری کرد. وی مدتی هم در پاریس زیر نظر ژان-مارتن شارکو تحصیل کرد و از سال ۱۹۰۳ استاد رشتهٔ عصب‌شناسی شد. وی کتابی هم در زمینه بیماری‌های مغز و اعصاب کودکان با همکاری آئوگوست کرامر و تئودور تسیهن نوشت.

## نام‌گذاری‌های پزشکی
- آپراکسی برونس: اشکال در حرکت دادن پاها هنگام زمین گذاشتن آنها و تمایل به افتادن به سمت عقب، که در ضایعات لوب پیشانی دیده می‌شود.
- سندرم برونس: با سردرد ناگهانی و شدید، همراه با استفراغ و سرگیجه مشخص می‌شود، که علائم با حرکت ناگهانی سر ایجاد می‌شود. علل اصلی سندرم برونس، کیست و سیستی‌سروز بطن چهارم و تومورهای خط میانی مخچه و بطن سوم است.
- نشانهٔ باستیان–برونس: در ضایعه عرضی کامل در قسمت فوقانی طناب نخاعی رفلکس‌های تاندونی و تون عضلانی در زیر سطح ضایعه از بین می‌رود. نام متخصص مغز و اعصاب بریتانیایی هنری چارلتون باستیان هم در اینجا آمده است.[۱]
- نیستاگموس برونس: نیستاگموس دوطرفه در مبتلایان به نوروم آکوستیک